# 被遗忘的澳洲人
所谓「被遺忘的澳洲人」（Forgotten Australians），是指1930年代至1960年代后期之间，在「儿童移民计划」安排之下，从英国等地来到澳大利亚（以及加拿大、新西兰和南非等国家）的50多万名儿童。他们在来到澳洲之后，多数未享受到所保证的教育和更好的前途，而且他们之中有一些甚至遭到身心虐待。他们远离亲人、被遗忘和奚落的感受，以及这一段无爱和孤独的童年，甚至被虐待的经历，在不少人的心中留下难以抚平的疤痕。
澳洲东部时间2009年11月16日上午11时，澳洲总理陆克文和反对党领袖麦肯·腾博代表全国，分别向「被遺忘的澳洲人」正式道歉。陆克文说希望这些「被遺忘的澳洲人」，能真正成为「被记住的澳洲人」（Remembered Australians），不再被遗忘。该道歉过程在电视上直播。现场有1000多名被害人，听到政治人物的道歉，频频拭泪。
目前，澳大利亚的一些州正在协商对这一人群的赔偿。

## 背景
所谓「儿童移民计划」是由一个名为 Kingsley Fairbridge 的人在1860年代后期首先提出的。其目的是帮助英国的孤儿或贫困家庭，在家长同意之下，将他们的儿童带到其他的英联邦国家，「以保证他们以后受到正式的教育，有更好的前途」，同时给目的地英联邦国家增添劳动力。在此计划之下，中介机构从英国为澳大利亚运来了数以万计的贫困儿童和孤儿。很多家庭是在机构承诺“这些儿童以后会有更好的前途”之下，才忍痛将自己的孩子送了出来。
这些儿童大多在20世纪中前期来到澳洲。他们多数在来到之时只有几岁和十几岁。在到达之后，被带到澳洲内陆的农场中（如纽省中部的Molong），无偿作为农场上的劳动力。这里的条件和计划中所保证的条件有天壤之别。男孩基本上会成为锄地者、种地者、烤面包者，女孩则成为后勤和家庭主妇。他们之中，多数没有享受到想象中的教育，很多人在八年级便弃学。每1000个孩子中，大约只有10个能够最终进入高等教育。
这些孩童时常会向自己远在英国的父母写信，不过，这些信件在送出之前都会得到官员的检查，凡是含有想念父母和希望父母能将自己领回英国内容之信件，均会被没收。类似地，他们在英国的父母也会向自己的孩子写信，这些信件同样会受到官员的检查。这些检查的目的是为了保证所有的儿童能继续在异国他乡被用作劳动力。一般来说，除非孩子的父母将这一事件诉诸法律，这些孩子是不会被遣返的——而为了这一事件而打官司，正是很多这些儿童所来自的贫困家庭所吃不起的。因此，有些儿童，在长大之后，甚至都没能在自己的有生之年与父母再见一面。
在到达Molong农场后，这些儿童每十多个为一组，住在一个 cottage 中（类似于一个儿童安置机构），主管是一个 cottage mother。不同的 Cottage mother 的背景不同，她们对于这些儿童的未来有很大的影响。有的 cottage mother 在夜晚给她所负责的儿童讲故事，对孩童充满爱心；有的 cottage mother 则从来没有体验过抚养子女的感受，于是在这些孩子不听指令时，便用铁带毒打孩子，打得孩子伤痕累累。 而且，cottage mother 之上的一些官员，例如校长和 governor general，也会时常对孩童进行体罚，严重时甚至打到背部的骨头断裂，或者被打到死亡。此外，有时，这些官员甚至对孩子实施强奸和猥亵。这些对孩子的身心虐待，在被害者心中留下一生无法弥平的伤口。